# أحمد حمد الحمود

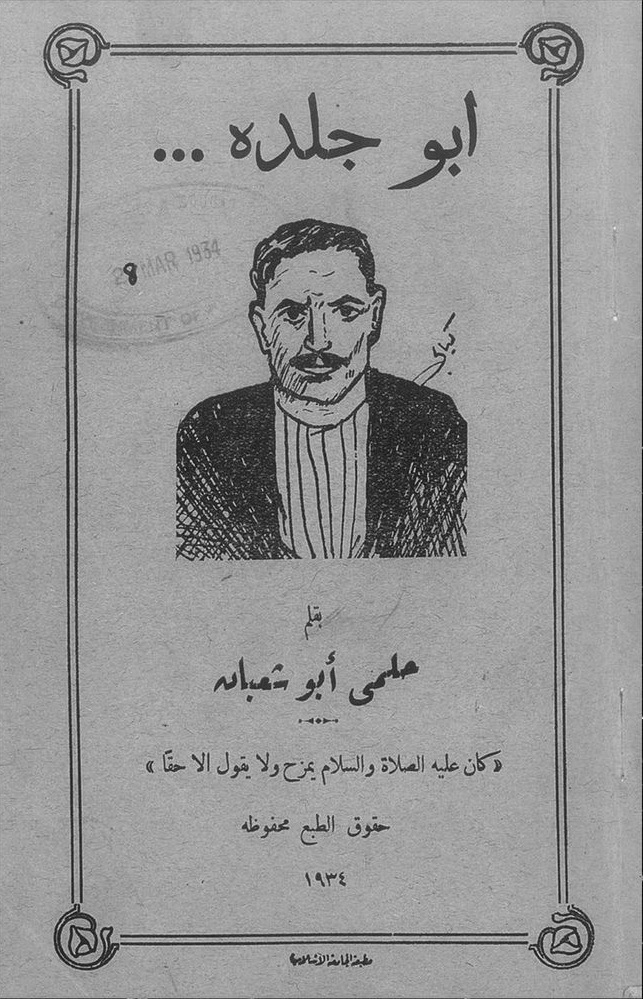
غلاف كتاب أبو جلدة، وهي رواية كتبها حلمي أبو شعبان صدرت بيافا سنة 1934م.

أبو جلدة هو أحمد حمد الحمود، هو ثائر فلسطيني من بلدة طمون شرقي نابلس، تأثّر بالمثقف يمان العامري، وبالشيخ عز الدين القسّام أثناء سماعه الخطب في مسجد الاستقلال في حيفا، شكّل خليّة مقاومة أرهقت الانتداب البريطاني طوال سنوات (1930-1934)، استنفد الانتداب البريطاني طاقات قصوى في القبض عليه، من خلال استخدام قوات شرطة ترتدي الزي الفلاحي التقليدي في تلك الحقبة الزمنية بهدف الحصول على معلومات حول أبو جلدة، وعن إعلان سلطة الانتداب البريطاني في حينها عن جائرة مالية تصل إلى 350 جنيهًا لمن يدلي بمعلومة حوله، واشتهر أبو جلدة بإفلاته من كمائن الجيش البريطاني.
حكمت المحكمة البريطانية على أبي جلدة بالإعدام شنقُا، ونفّد الحكم في 21 أغسطس 1934.

## الثقافة الشعبية
اعتبر أبو جلدة ورفيقه العرميط شخصيات بطولية في حقبة الانتداب البريطاني على فلسطين، وكتبت عنهما الصحف الصادرة في تلك الفترة. كما صيغت حولهما الأشعار.

## روابط خارجية
- كتاب مصوّر ومواد أرشيفية بعنوان «أبو جلدة والعرميط»، صدر في العام 2017 من ضمن نشاطات بينالي الشارقة في فلسطين. إعداد مجموعة «معتوق».